# Verzorgingsplaats Blommendaal
Verzorgingsplaats Blommendaal is een Nederlandse verzorgingsplaats, gelegen aan de oostzijde van A27 Breda-Almere tussen afritten 25 en 26 in de gemeente Vijfheerenlanden.
Er is een Fastned snellaadpunt voor het laden van elektrische auto's.
Richting Almere:
Kalix Berna · 
De Keizer · 
Blommendaal · 
De Knoest · 
Voordaan · 
Eemakker
Richting Breda:
't Veentje · 
Nijpoort · 
De Kroon · 
Scheiwijk · 
Hank · 
Galgeveld